# جیمز ماربورگ
جیمز ماربورگ (انگلیسی: James Marburg؛ زادهٔ ۲۷ دسامبر ۱۹۸۲) وکیل اهل استرالیا است.
وی در مسابقات کشوری و بین‌المللی در مجموع برندهٔ ۲ مدال نقره، ۱ مدال برنز شده‌است.